# Conrad Schuhler

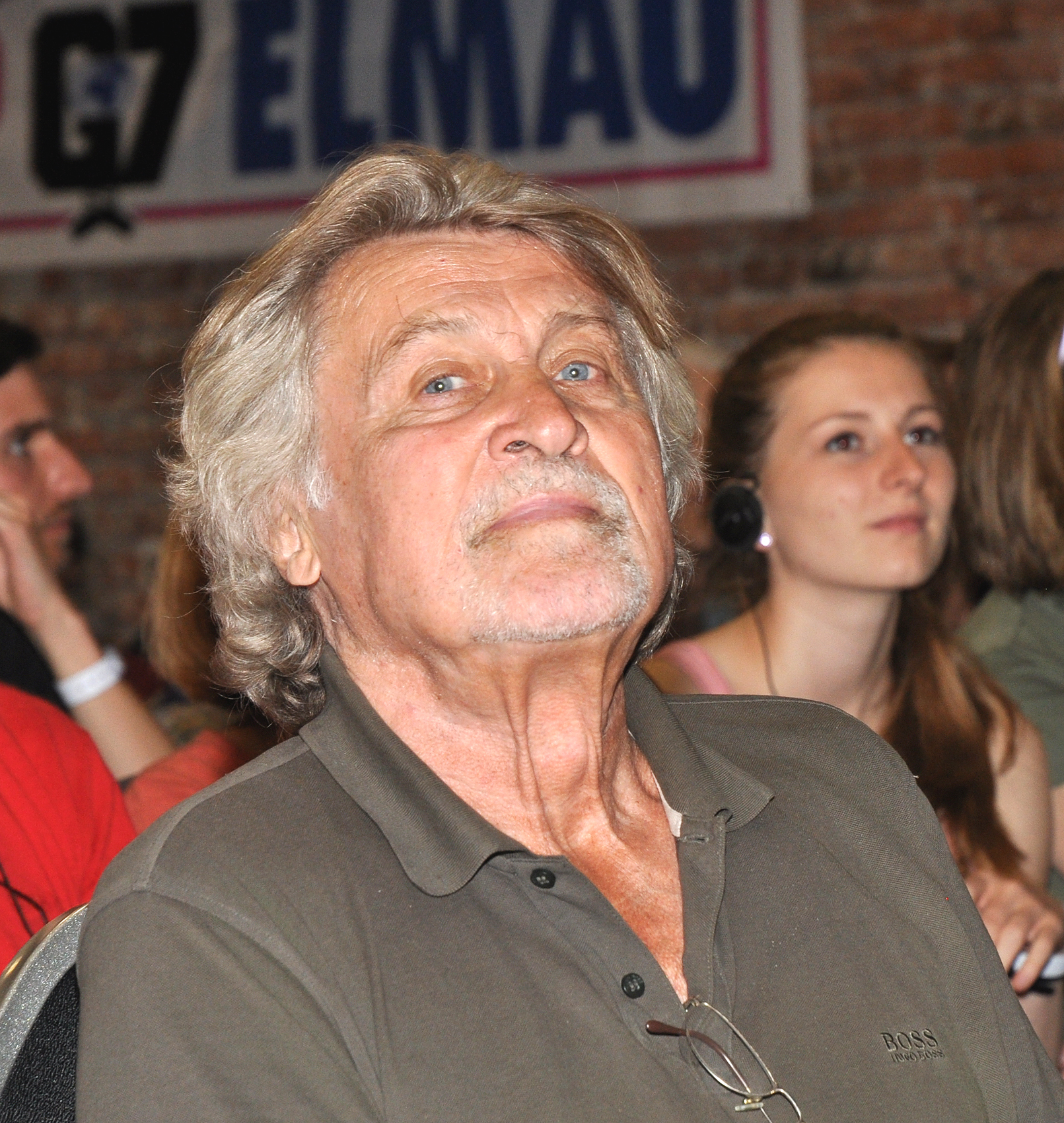
Conrad Schuhler, 2015

Conrad Schuhler (* 28. Mai 1940) ist ein deutscher Journalist und Autor.

## Leben
Schuhler studierte Wirtschaftswissenschaften an den Universitäten München (LMU), Manchester, Yale sowie Berkeley und schloss als Diplom-Volkswirt ab.
Ende der 1960er Jahre war er Assistent am Institut für Soziologie der LMU und initiierte 1968 dort zusammen mit seinem Kollegen Horst Holzer ein neues Modell zur demokratischen Mitbestimmung der Studenten. 1988–1989 war er Chefredakteur der Zeitung der DKP, Unsere Zeit. Außerdem war er Mitherausgeber der Kulturzeitschrift Kürbiskern – Literatur, Kritik, Klassenkampf.
Seit 2004 leitete er den Münchner Verein Institut für sozial-ökologische Wirtschaftsforschung (isw).

## Veröffentlichungen
- Politische Ökonomie der armen Welt. Trikont, München 1968
- Black Panther. Zur Konsolidierung des Klassenkampfes in den USA. Trikont, München 1969
- Freeze! Die Geschichte des anderen Amerika. Weltkreis, Dortmund 1981, ISBN 3-88142-285-4.
- Blackout. Die Affären des Helmut Kohl. Pahl-Rugenstein, Köln 1986, ISBN 3-7609-1056-4.
- Unter Brüdern. Die USA, Europa und die Neuordnung der Welt. PapyRossa, Köln 2003, ISBN 3-89438-268-6.
- Alles Charlie oder was. Religionskritik – Meinungsfreiheit oder Schmähung? PapyRossa, Köln 2015, ISBN 978-3-89438-593-4.
- Das Neue Amerika des Joseph R. Biden. PapyRossa, Köln 2021